# 雷根遇刺案
里根遇刺案发生在1981年3月30日星期一，美国总统罗纳德·里根上任仅69天，这天中午他在首都哥伦比亚特区的希尔顿酒店和工会团体代表一起吃午饭并发表演說。行兇者约翰·欣克利为让其着迷的女演员朱迪·福斯特留下深刻印象，在里根离开酒店时，用左轮手枪击中里根与其他三人。
里根肺部中彈，造成严重的内出血，但之后由于抢救及时得以迅速康复，这一枪击事件也没有导致正式的总统继任程序启动，不过当时的国务卿亚历山大·海格在副总统乔治·H·W·布什还在返回首都的路上时宣布“一切由我负责”之举引起了一定的争议。
最终整个事件并未导致任何人丧生，但白宫新闻发言人詹姆斯·布拉迪由于头部中彈而终生瘫痪，2014年布拉迪死于枪伤导致的脑部损伤，其死亡被裁定为谋杀。
联邦法官传唤朱迪·福斯特在行凶者约翰·欣克利的审判中作证，欣克利被指控企图暗杀总统，但因精神失常因而罪名不成立，遣送精神病医院治疗。2015年1月，联邦检察官宣布，尽管法医将布莱迪的死亡归类为谋杀案，但他们不会以布莱迪的死亡起诉欣克利。2016年9月10日，欣克利从精神病院永久出院。

## 事件起因
约翰·欣克利行刺总统的动机与任何政治阴谋都没有关系，而是来源于他对一位女演员朱迪·福斯特长时间的痴迷。这种痴迷起源于他观看了由马丁·斯科塞斯执导，罗伯特·德尼罗主演的1976年电影《出租车司机》，该片他看了至少15遍，并显然将自己想像成了片中罗伯特扮演的男主角特拉维斯·拜克尔（Travis Bickle）那样的人物。
接下来的几年中，他开始在全国各地尾随福斯特，甚至从《人物周刊》上得知她已于1980年进入长青藤名校耶鲁大学就读后，也报名参加了该校的一个写作培训班。然后他开始给自己的心上人写情书，并两次打电话给她。但福斯特表示对他“不感兴趣”，但是欣克利觉得自己还是不能够半途而废。他坚信如果成为全国知名的人物，就一定能够让梦中女神青眼相看。欣克利决定走拜克尔的老路，开始跟踪当时的总统吉米·卡特。他意外发现，自己可以很轻易地走到总统身边，其中一次甚至只有一步之遥，1980年10月，他在纳什维尔国际机场因非法携带武器而被捕:70,251，当时卡特总统就在该地做竞选活动，但联邦调查局并没有将两事扯上联系，也没有通知美国特勤局。
欣克利的父母曾短暂地为儿子找了心理医生，但显然没有什么效果。之后，他把注意力转移到了赢得选举成功当选的罗纳德·里根身上，他告诉自己的双亲，这（指里根上任）对这个国家有好处:71,251。1981年3月，他又给福斯特写了三至四封短信提及了自己的“宏伟大业”，她均将之交给了学校的院长，院长则报告了耶鲁警察局，警察局试图找到欣克利，但没有成功。

## 行刺
1981年3月21日，新上任不久的罗纳德·里根与夫人南茜·里根出席了在哥伦比亚特区福特剧院举行的一次募捐活动。他说：“我抬头看向那个晚上亚伯拉罕·林肯遇刺时所坐的那个包厢，忽然有一种很奇怪的感觉…… 我觉得虽然我们现在拥有特勤部门的保护，但要是谁真的有足够的决心，他仍然可以接近一位总统并且向他开枪。”

### 希尔顿酒店的演讲
3月29日，星期日，约翰·欣克利搭乘灰狗巴士到达哥伦比亚特区，並入住一家名叫中央公园的酒店（不是纽约的那家中央公园酒店）。第二天早上在麦当劳吃早餐时，他看到《华盛顿之星报》A4版刊登了总统的工作日程，这时他决定，自己行动的时候到了。由于清楚很可能会一去无回，约翰还给福斯特写了一封表明心意的信。信中说，他希望可以以自己的实际行动来打动她，并且“如果可以赢得她的心并从此共度余生，他愿意马上就放弃刺杀里根的计划:58。”不过，这封在最终刺杀行动前约两个小时写出来的信并没有寄出。
30日中午，罗纳德·里根在希尔顿酒店与美国劳工联合会-产业工会联合会的代表们共进午餐并发表了演講，这家酒店是整个特区公認最安全的酒店，在1963年约翰·F·肯尼迪总统遇刺后建成，其中拥有专门为总统及随从准备的封闭式“总统通道”，里根也正是从这一通道进入了酒店。巧合的是，由于这天总统在公众场合短暂露面时距其专车仅有9米远，其贴身安保人员也没准备防弹衣。根据当天目击证人的证词，没有人发现欣克利在行动前有任何异常举动。

### 枪击

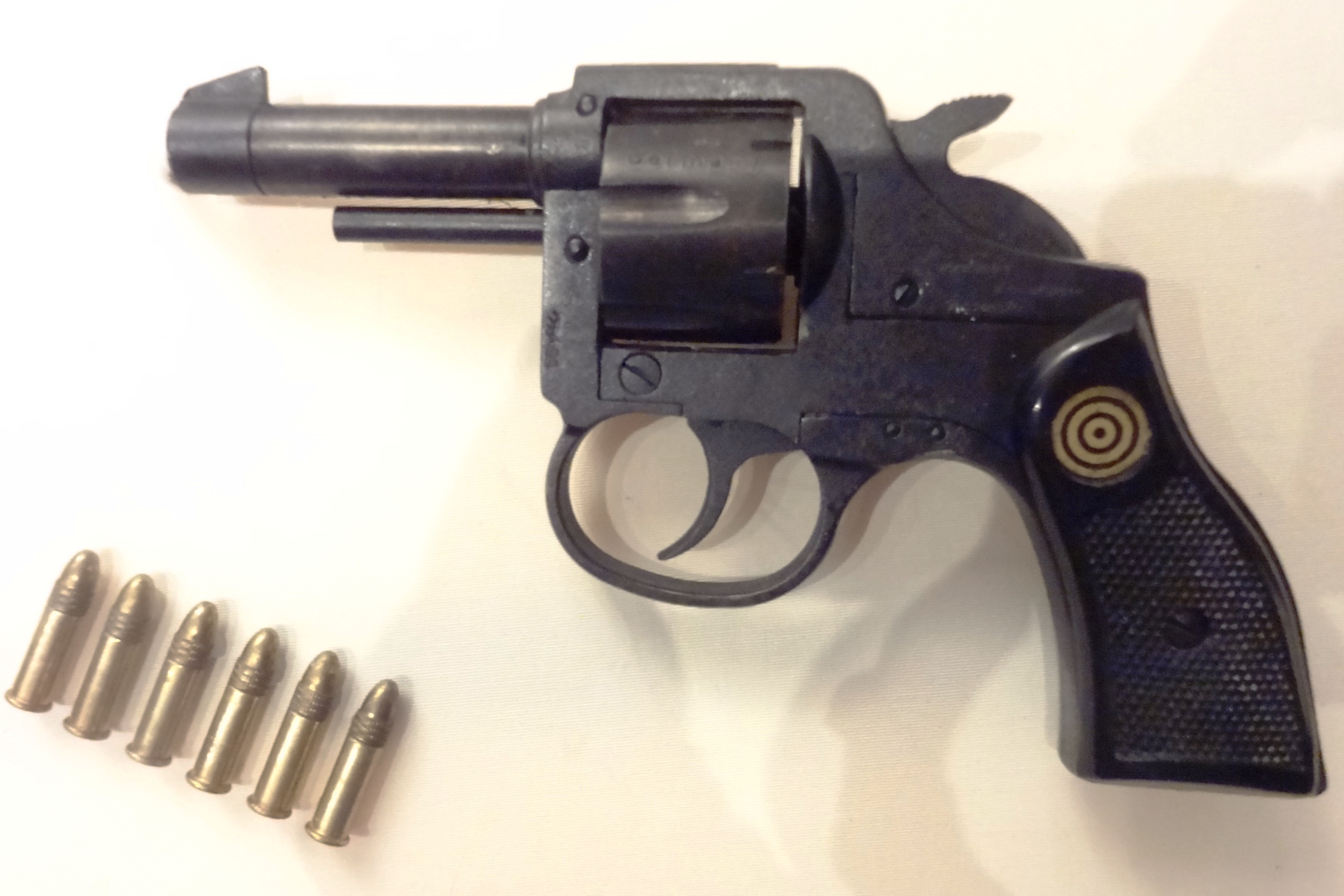
存放在罗纳德·里根总统图书馆的罗姆RG-14左轮手枪

东部标准时间下午2点27分:82，罗纳德·里根通过“总统通道”离开酒店。T街西北角停放着正在等待的专车，而约翰·欣克利则混在门外的人群中等待机会。上车前由于随行安保特勤的疏忽，总统在人群中直接经过了欣克利的身边:80–81,225。他意识到自己绝不可能得到比这更好的机会:81，因此立刻掏出其罗姆RG-14左轮手枪在1.7秒内连开6枪:82，但均未直接命中里根。他的第一枪打中了白宫新闻发言人詹姆斯·布拉迪的头部，第二枪则打中了转身试图保护总统的特区警官托马斯·德拉汉提的后颈:82。这时他與里根之間有了清晰的射擊视野:81，但他的第三枪却只打中街对面酒店的玻璃。这时，特勤的负责人杰瑞·帕尔拼命将总统推入轿车，而第4枪则击中了奋不顾身扑在总统身上作挡箭牌:81的另一特勤蒂莫西·麦卡锡的腹部。第5枪击中了已開啓的轿车车门的防弹玻璃；第6枪则先是击中了轿车的防弹装甲后，反弹从总统腋下击中肺部，距心脏仅约2.5厘米。如果帕尔稍有迟疑而没有将总统推入车中，总统很可能会头部中彈:224。
这时，站在欣克利身旁，来自俄亥俄州第二大城市克利夫兰的劳工代表阿尔弗雷德·安特努奇（Alfred Antenucci）第一个作出了反应。他看到了对方手中的枪后，一拳打中其头部并拖倒在地；在两秒钟时间内，特勤丹尼斯·麦卡锡（Dennis McCarthy）挡在欣克利身上，免得他像行刺肯尼迪总统的凶手李·哈维·奥斯瓦尔德那样给人当众击毙:84，他还被迫“攻击两位市民”来迫使他们放开欣克利。特勤罗伯特·旺科（Robert Wanko）从一个手提箱中取出了一支乌兹冲锋枪为总统提供掩护以便迅速撤离，并防止潜在的其他攻击。
枪击发生后第二天，凶器送往美国烟酒枪炮及爆炸物管理局进行检验以找出来源。16分钟后就得出结论，这支枪是在德克萨斯州达拉斯一家“洛奇的当铺”（Rocky's Pawn Shop）购买的，其配备的子弹在设计上击中目标后随时都可能爆炸来达到更大杀伤力，而击中布拉迪的子弹估计已在其头骨内炸开。4月2日，得知其它子弹也随时可能会爆炸后，一名医生志愿穿上防弹背心取出了位于德拉汉提后颈中的子弹:223。

### 乔治·华盛顿大学医院
下午两点27分，一位特工在专用无线电频道中广播“有人开枪”后，代号“罗海德”（Rawhide）的罗纳德·里根立即由代号为“驿站马车”（“Stagecoach”）的总统专车送离现场:66。起初众人都不知道总统已经中枪，因此帕尔在广播中表示“罗海德没事…… 我们现在回宫”（“Rawhide is OK... we're going to Crown”，这个宫是白宫的代号），因为白宫中也有足够的医疗设施，并且也比未经特别保护的医院要安全。里根感到自己胸口非常疼痛，相信帕尔将他推入轿车时肋骨发生了骨折。但当特工开始检查总统身上是否有枪伤时，他咳出了鲜红色且带有泡沫的血。总统觉得他只是割伤了嘴唇而已，但帕尔认为这是肋骨骨折后刺入肺部导致内出血，因此立即下令车队赶往附近的乔治·华盛顿大学医院，这家医院特勤局会定期进行检查以备不时之需。
总统专车在离开枪击现场后不到4分钟就到达了医院，其他特工则将约翰·欣克利送往哥伦比亚特区监狱候审。第一夫人南茜·里根也离开白宫赶往医院。
虽然帕尔事先要求医院送出担架等候，可当车队到达时医院却并没准备好，急救室的入口也没有担架可以使用。里根下车后坚持要自己走进去，并且也的确在没有任何人帮助的情况下走进了医院，但是他马上开始感到呼吸困难，膝盖发软，并且一下子单膝跪在了地上，于是帕尔和其他人扶着他进入了急救室。总统医生丹尼尔·鲁格（Daniel Ruge）也一起到达了医院，他认为总统可能心脏病突发，并坚持由医院的创口治疗组（而非他自己）以常规治疗方式，为总统进行手术治疗:106–107。当医院的工作人员询问里根的幕僚迈克尔·凯斯·迪弗“病人姓名、住址”时他回答：“宾夕法尼亚大道1600号”（“1600 Pennsylvania”，这是白宫的地址），工作人员才意识到原来是在抢救美国总统:107–108。
由约瑟夫·吉尔丹诺（Joseph Giordano）领队的手术队伍剪开了“近千美元”（“thousand dollar”）的訂製西装来对病人进行检查，这让里根非常生气。包括随时带着核足球的军官在内的几位军官试图阻止联邦调查局探员没收总统的西装、钱包和其它物品，但没能成功，因为这些都是证据。并且附有核武器发射密码的那张黄金代码卡也在钱包里，而联邦调查局直到两天后才将其交还。急救室内，医疗队成员发现总统的收缩血压仅为60（正常为140），这意味着他已经进入休克，而大部分年过70岁的病人在这样的情况下都没能存活:108。不过总统的身体状况出人意料的好，“体型就像是个30岁的肌肉男”，而且击中他的子弹也是较小的.22口径，而非较大的.38口径。他们给他进行了静脉输液、吸氧、注射破伤风疫苗和胸腔插管多项治疗并发现了总统肺部的枪伤，这让帕尔非常意外，因为他当时还以为总统内出血是因为自己将其推入车内导致肋骨骨折刺破了肺部。
另外两位伤者詹姆斯·布拉迪和蒂莫西·麦卡锡也在距总统不远处接受手术。第一夫人到达急救室时，里根借用拳击手杰克·邓普西遭吉恩·坦尼击败后对妻子所说过的话对太太说：“亲爱的，我忘记閃躲了。”虽然身上还插着管子，但他又借用喜剧演员W·C·菲尔德斯的台词对一位护士说：“到头来，我还是宁愿自己身在费城。”
在所有人的快速反应下——如帕尔决定立即前往医院而不是回到白宫——里根虽然伤势严重，但仍然转危为安。不到30分钟后，他的血压就恢复了正常并离开了急救室转入普通病房。
医院的胸腔外科主任本杰明·L·亚伦（Benjamin L. Aaron）因为总统的内出血没有得到缓解而决定实施持续了105分钟的胸腔手术。最终在急救室通过手术取出子弹期间，里根的失血量超过一个成年人血量的一半。并且参加手术的医院工作人员也不知道这颗子弹随时都可能会爆炸。在手术室内，里根取下他的氧气罩开玩笑说：“我希望你们都是共和党人（里根是共和党人）。”在场的医生和护士都笑了起来，身为民主党人的吉尔丹诺回答道：“今天，总统先生，我们都是共和党人。”:147里根手术后期出现了发烧症状，医疗人员立即采用了广谱抗生素进行治疗。
脱离危险后的里根并没有好好休息，而是“一整夜都在讲笑话逗护士开心”，不然就是騷擾他的医生。手术过程比较顺利，医生估计里根能在两周内离开医院，并在一个月内回到椭圆形办公室继续工作。

## “一切由我负责”
枪击发生前几天，副总统乔治·H·W·布什接受了一项由其在紧急状况下负责危机管理的任务，但这一指定遭到国务卿亚历山大·海格反对。不过当白宫得知總統遇到枪击时，布什正身处德克萨斯州上空的空军二号上，由于这架副总统的专机上并没有配备加密通讯系统，所以有媒体截获了他与白宫间的通话。白宫幕僚弗雷德·F·菲尔汀立即着手准备将总统权力根据美利坚合众国宪法第二十五条修正案进行移交的程序事宜。白宫办公厅主任詹姆斯·贝克和总统顾问艾德温·米斯则立即动身前往医院。
包括国务卿海格、国防部长卡斯帕·溫伯格在内的内阁成员以及国家安全顾问理查德·V·艾伦一起在白宫战情室对多个重要问题进行了商讨。其中包括核提箱的下落，一批数量比平常相比明显存在异常的苏联潜艇正接近大西洋海岸，苏联军队有可能再次入侵波兰的动向以及总统继任等问题。虽然一般战情室内是不允许有任何录音设备的，但在艾伦告知在场的各位后还是进行了录音，其中的内容也已公开。
取得了核提箱和黄金代码卡的复本后，他们将之放在战情室中，里根的核提箱仍然和保管他的军官一起待在医院，而布什也拥有一张卡和一个核提箱:155。一群人讨论了是否需要提高军队的警戒级别，并且最重要的是要在不改变全国戒备状态的情况下做到这一点，虽然之后的情报显示苏联潜艇的数量其实是正常的。在得知里根正在进行手术，海格在战情室內宣布：“根据宪法，在副总统抵达以前，权力的核心现在就在这里，就在这把椅子上。”但实际上根据法律规定的总统继任顺序，国务卿并非继任第一人选，而是排在副总统、众议院议长和参议院临时议长之后的第四人选；根据美国法典第3卷第十九章，众议院议长或参议院临时议长在成为代理总统前必须先从自己原本的职位上辞职。而战情室内的其他人知道海格的说法并不符合宪法，不过当时他们为避免发生冲突而没有向其指出。

国务卿亚历山大·海格针对枪击事件对媒体发表讲话

与此同时，白宫中正在举行新闻发布会。哥伦比亚广播公司新闻主播莱思莉·斯塔尔询问白宫副新闻发言人拉瑞·斯派克斯现在谁在主持政府运作，而他说：“我暂时无法回答这个问题”。听到这个回复后，海格马上草草写下了一个字条让人传给拉瑞，命令他立即退下讲台:171–173。过了一小会儿，海格亲自走进新闻简报室，并给出了如下极具争议的声明：
先生们，根据宪法，我们应该按总统、副总统和国务卿的顺序来进行。并且如果总统决定将权力移交给副总统，他就会这么做。不过现在在白宫，一切由我负责。当然，我会与还在路上的副总统保持密切联系，如果有什么事情要处理，我也会和他一起协商。
据报导，当时战情室内的其他人听到他说到“一切由我负责”的时候禁不住大笑起来。这一声明反映了政治上的现实，但却没有法律上的基础。他后来补充道：
我并不是在说总统权力移交的问题，我指的是行政分支，人家问的问题是谁现在正在主持其运作，而不是“要是总统死了谁来继任”。
虽然海格在新闻简报室中表示“绝对没有必要在这样一个时候采取任何的警戒措施”，但国防部长温伯格就在他讲话时提高了军队的警戒级别，于是海格返回战情室后向其表示反对，因为这让他看上去成了一个骗子。温伯格和其他人指责海格滥用权限以及“一切由我负责”的声明，而海格建议反对他的人去“读一读宪法”，并表示自己的讲话没有涉及继任，他也知道其中的顺序。
据理查德·V·艾伦的回忆，“除了简报带来的纷扰外，战情室内的危机管理小组合作得都很好。国会的领袖人物都及时收到了通知，世界各地的政府也得到了通报而放心。”里根的手术于下午6点20分结束，并且他也在7点半恢复清醒。因此也不需要启动第二十五条修正案第三款中的程序来让布什代理总统职务。副总统布什于下午7点到达白宫后也没有启用第二十五条修正案第四款的程序（这一款允许包括副总统在内的内阁成员以投票方式表决总统是否还能够继续任职），并且在晚上8点20分向全国发表了电视演說：
我可以向全国人民以及所有关注的其他任何一个国家保证，美国政府现在运作完全正常。我们拥有完善和充足的通讯系统全天通报。

## 公众反应
整个枪击过程由多部相机拍摄了下来，这其中包括来自美国三大电视网（美国广播公司、哥伦比亚广播公司和国家广播公司）的镜头。美国广播公司于2点42分开始播放这段录像，所有三家电视网都错误地报导了詹姆斯·布拉迪的死讯。有线新闻网由于当时并没有镜头在酒店外拍摄，因此使用的是国家广播公司的录像。不过当时成立还不足一年的有线新闻网连续追踪报导这一系列事件长达48小时之久，由此建立起了报导缜密的声誉。
震惊的美国人们聚集在家中和商场的电视机周围关注事件的发展。有人提到了特科抹人诅咒，其他人于是想到了约翰·F·肯尼迪和马丁·路德·金的遇刺。报纸也开始印发增刊并使用字体硕大的头条来吸引读者。联邦参议院中断了对里根经济议案的辩论进行休会，而教堂也开始举行彌撒。
关在监狱中的约翰·欣克利向值班的警员打听原定当晚举行的第53届学院奖颁奖典礼是否会因为枪击事件而延期，答案是肯定的，颁奖典礼推迟了一个晚上，为此之前曾是好莱坞演员的里根还录制了一段留言。由于手术十分顺利，情况良好，因此当天的1981年全美大学体育协会男子篮球锦标赛决赛并没有推迟，不过费城现场的一万八千名观众在比赛正式开始前进行了默哀。
金融市场方面，道琼斯工业平均指数在枪击事件后下跌，纽约证券交易所则已经在枪击前不久关闭。不过指数在第二天里根恢复后就得到了回升。
除了推迟学院奖颁奖典礼的直播外，美国广播公司还临时性地将电视系列剧《最伟大的美国英雄》中主角的名字由“拉尔夫·欣克利”（Ralph Hinkley）改为“拉尔夫·汉利”（Ralph Hanley）。而国家广播公司则推迟了剧集《正邪不两立》中名为《职业杀手》（Hit Man）一集的播出。

## 后续影响

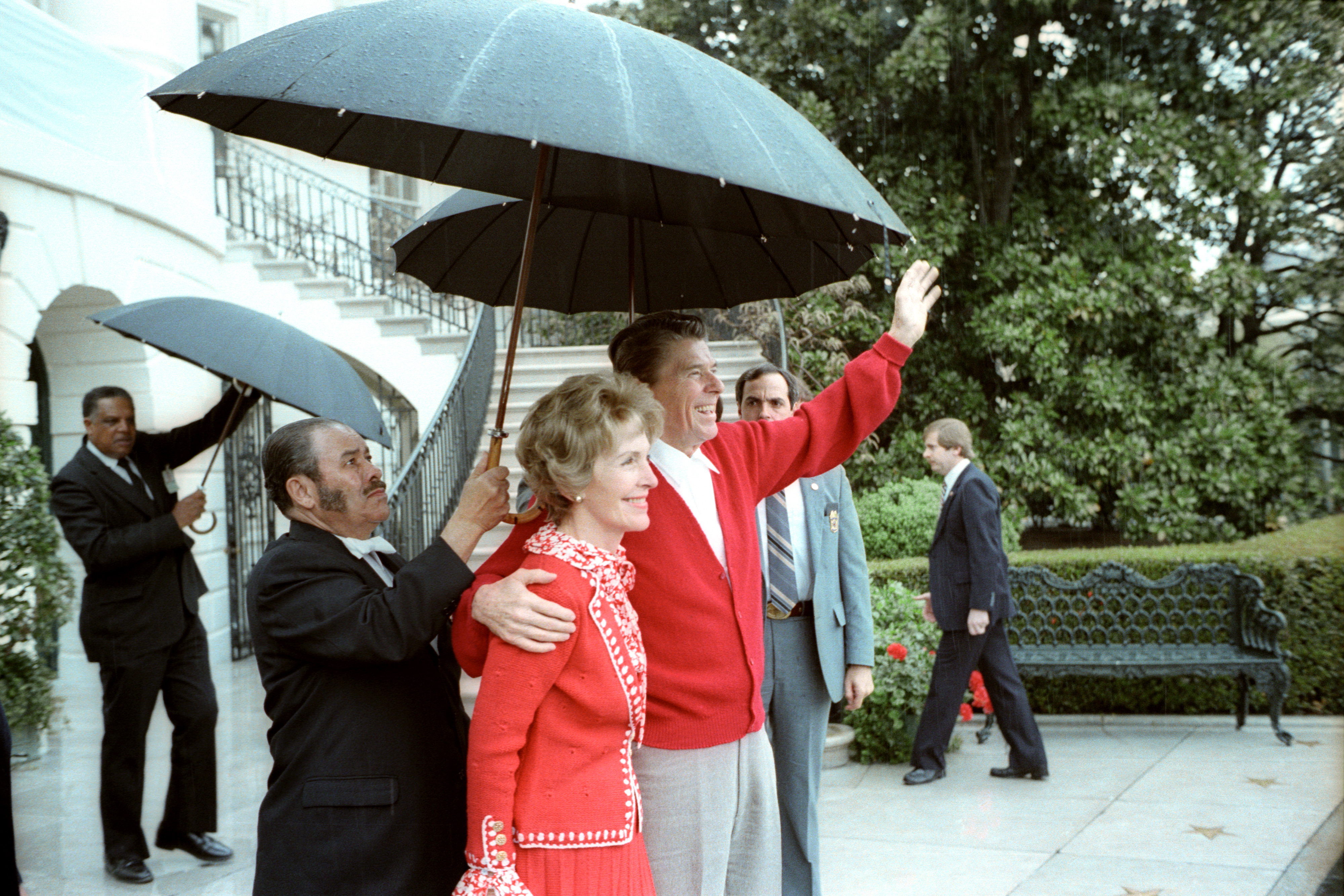
总统一家人回到白宫，其中里根的红色毛衣下穿有防弹背心

里根是美国历史上首位中彈后生还的总统，虽然他的幕僚都很焦急，但其康复的速度非常快。手术后第二天早上，他就接见了前来探病的访客，并签署了一份法案，第13天时就出院了。起初他只是每天在自己的起居室中工作两个小时，所以需要面见总统的都是来到这里而不是椭圆形办公室。第26天时，里根第一次主持召开了内阁会议，第79天时首次离开首都，不过完全康复则是在1981年10月后。
里根原本计划的行程在枪击发生后全部予以取消，其中包括在1981年4月前往位于德克萨斯州休斯顿的林顿·约翰逊太空中心观看第一架航天飞机STS-1的发射盛况。副总统布什代替他参加了这一活动，里根将在11月STS-2发射时来到这里参观。
这一遇刺事件对里根的支持率也有非常大的影响，民意调查表明这一数字从62%猛升到了73%。里根由此相信，他的幸存是上帝的意旨，自己应该要力图达成一个更伟大的目标，并且虽然他并非天主教徒，但在先后接见了特蕾莎修女、枢机特伦斯·库克和同样曾在针对其的刺杀企图中幸存的教皇若望·保祿二世后，他对这一目标更是深信不疑。特工杰瑞·帕尔也开始相信是上帝指引他用自己的生命去挽救里根，他之后成为了牧师:224。
里根于4月25日回到椭圆形办公室，白宫幕僚和内阁成员向他起立鼓掌。为了对整个团队在他缺席的情况下坚持工作表示感谢，他说：“我应该向你们鼓掌。”
4月28日他首次在公众场合露面，在参众两院联席会议上发表演讲介绍他竞选时承诺的削减开支计划，并在这一过程中获得了“两次雷鸣般的起立鼓掌”，对此《纽约时报》描述为“向他良好的身体状况敬礼”的同时也向他通过医疗康复主题提出的计划敬礼。
里根还在白宫内设立了一个健身房，并开始在那里进行日常锻炼，身上练出的肌肉导致他不得不购买新的西装。不过枪击事件导致南茜·里根很担心自己丈夫的安全，她要求他不要参加连任选举，并且还开始向占星术士寻求建议。

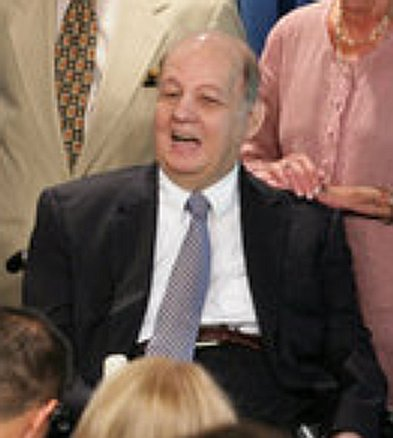
2006年8月的詹姆斯·布拉迪

两位受伤的执法部门工作人员都逐渐恢复，其中特区警官托马斯不得不退休。但白宫新闻发言人布拉迪的伤势则非常严重，子弹严重损伤了他的头部，导致其终身瘫痪。他虽然继续在里根任内担任新闻发言人，不过已经只是个名义上的职位。之后，他与太太莎拉·布拉迪成为了美国提倡枪支管制及其它旨在减少枪支暴力活动的领导者。他们也成为一个名为“手枪控制公司”组织的活跃游说分子，这个组织之后更名为布拉迪预防枪支暴力运动，并成立了一个名为布拉迪预防枪支暴力中心的非营利性组织。在他们的努力下，1993年国会通过了《布拉迪手枪暴力防治法》。
枪击事件也在全美引发了对于枪支管制问题的广泛辩论，这一辩论风潮早在1980年12月约翰·列侬枪杀案后就已引发。當時雷根曾對加強手槍管制表示反對，并且在自己也受到枪击后再次重申了这一意见。不过，在枪击事件10周年时的一次演讲中，他对《布拉迪法案》表示了支持：
“周年”这个词一般是用来庆祝那些我们希望记在心里的快乐瞬间：生日、婚礼，第一份工作的。但是3月30日却是个我本该尽快忘记但却无法做到的周年纪念日，4个人的生命永远改变，全因为在一个星期六的晚上，一位有精神病史的年轻男子从达拉斯的一家当铺中买了一把很便宜的.22口径手枪。如果现在正由国会审议的《布拉迪法案》早在1981年时就已成为法律，那么这一切都不会发生。如果这一法案的通过能让这些数字降低10至15个百分点，那么这就是值得的。会像布拉迪、德拉汉蒂、麦卡锡、里根及其家人那样面对这么一个周年纪念日的家庭也会少很多。
1982年6月21日，法庭判定约翰·欣克利精神失常而罪名不成立，辩方出具的精神病学报告认为他患有精神疾病，而控方的报告中结论则完全相反。根据律师的建议，被告没有出庭作证，之后他被送入哥伦比亚特区的圣伊丽莎白医院进行治疗。审判结束后他写道，这次枪击是“世界历史上最伟大的爱情表白”，并且没有表现出有任何的悔恨。
美国人普遍对这一判决感到震惊，于是联邦国会和多个州都改写了有关精神障碍辩护的法律。相应的举证责任由原本控方负责证明被告没有精神障碍改为由辩方证明被告的确有精神障碍，而有3个州则完全废除了精神障碍辩护。
由于是约翰·欣克利的痴迷对象，全世界的新闻媒体“就像是骑兵队入侵一样”冲进了耶鲁大学校园，开始对还是新生的朱迪·福斯特进行无孔不入的跟踪和采访。这突如其来的超强曝光度让她非常厌烦，并直接警告试图采访她的记者不准提有关约翰·欣克利的任何问题。在之后一段很长的时间里，每位试图采访她的记者无论是有意还是无意地提到了这个名字，她都会马上走开。从那时起，她一共只有三次提到过这个人：一次是枪击事件几天后的一场记者招待会上，一次是在她于1982年所写的一篇文章中，还有一次是1999年在《60分钟II》节目中接受查理·罗斯采访时。
2014年8月4日，詹姆斯·布拉迪死亡后，哥伦比亚特区法医裁定其死亡是因雷根遇刺案造成的伤口而引起的凶杀案。这一裁决增加了欣克利未来面临更多谋杀指控的可能性。然而，检察官出于两个原因拒绝这样做。首先，陪审团已经宣布辛克利在开枪时精神失常，而宪法禁止对当事人的同一罪行进行双重追诉的规定将排除因布拉迪的死亡而推翻这一裁决的可能性。其次，在1981年，华盛顿特区仍有普通法的“一年零一天”规则。虽然在2014年前，该地区已经废除了“一年零一天”规则，但宪法对追溯法令的禁止将阻止对在该规则有效期间实施的行为造成的死亡的指控升级（而且，也将禁止政府根据现行联邦法律挑战欣克利成功的精神失常辩护）。
事发酒店“总统通道”的外门原本不是封闭式的，但在里根刚从该门离开酒店就马上就遭到枪击后，这个门也进行了改进，让总统专车可以直接开进酒店中而完全避开公众的视线。
2010至2011年间，位于加利福尼亚州西米谷的罗纳德·里根总统图书馆和博物馆进行装修迎接里根诞辰100周年。这里新安装了一个通过声音和照片描绘这场枪击事件的设备，并且会事先警告前来观看的游客枪击的声音。
事发时第一个采取应对措施，打倒约翰的阿尔弗雷德·安特努奇在事件后差点心脏病发而送入医院治疗，之后他曾与里根有过私下会面，总统送给他带有总统印章的袖扣和荣誉勋章。他的家乡城市也将一条路命名为安特努奇大道。1984年，阿尔弗雷德·安特努奇因心脏病发在家中去世，当地的历史博物馆也将总统送给他的袖扣予以展出。

## 流行文化
1991年，在里根遇刺案十周年之际，宇野俊之（Micheal Toshiyuki Uno）拍摄了一部90分钟的电视电影：《没有警告：詹姆斯·布拉迪的故事》（Without Warning: The James Brady Story），由博·布里奇斯（Beau Bridges）扮演詹姆斯·布拉迪。十年后的2001年，赛勒斯·诺拉斯特（Cyrus Nowrasteh）再次将里根遇刺案拍成了电视电影：《里根中槍之日》（The Day Reagan Was Shot）。